# SPARCstation

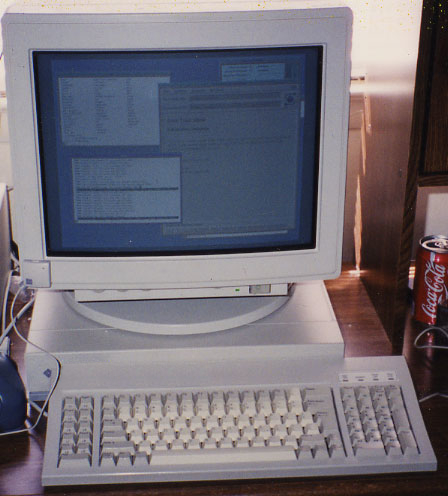
Sun SPARCstation 1

SPARCstation, SPARCserver und SPARCcenter waren Bezeichnungen für eine seit 1989 von Sun Microsystems produzierte Reihe von Workstations und Servern, die auf der SPARC-Architektur basierten. Sie sind die Nachfolger der Sun-4-Reihe.
Die SPARCserver-Modelle entsprachen genau den SPARCstations mit der gleichen Modellbezeichnung, verfügten aber nicht über Grafikkarte und Monitor. Bis zur Veröffentlichung der Reihe 600MP begannen die Modellbezeichnung mit 4/ (für Sun-4); danach begannen sie mit S.
Das erste Modell der SPARCstation-Reihe war die SPARCstation 1 (Sun 4/60) von 1989. Diese Reihe führte die Sun-4c-Architektur ein, eine Variante der früheren Sun-4-Architektur. Die SPARCstation-Serie war international sehr erfolgreich, was zum Teil daran lag, dass Motorola erst verspätet modernere Prozessoren entwickelte. 1995 wurde die SPARCstation-Reihe durch die Sun-Ultra-Reihe abgelöst, das letzte Modell war die SPARCstation 20.
Im Gegensatz zu früheren Modellen von Sun und anderen Computerherstellern wurden die meisten der Desktop-Varianten der SPARCstation und SPARCserver Modelle in „pizza box“ oder „lunch box“ Gehäusen ausgeliefert.
Die SPARCserver-Modelle, deren Bezeichnung mit „30“ oder „70“ endeten, waren in Hochkant-Desktopgehäusen mit fünf oder zwölf VMEbus-Steckplätzen untergebracht. Die SPARCcenter 2000 und Geräte mit der Bezeichnungsendung „90“ besaßen hingegen Rackgehäuse.

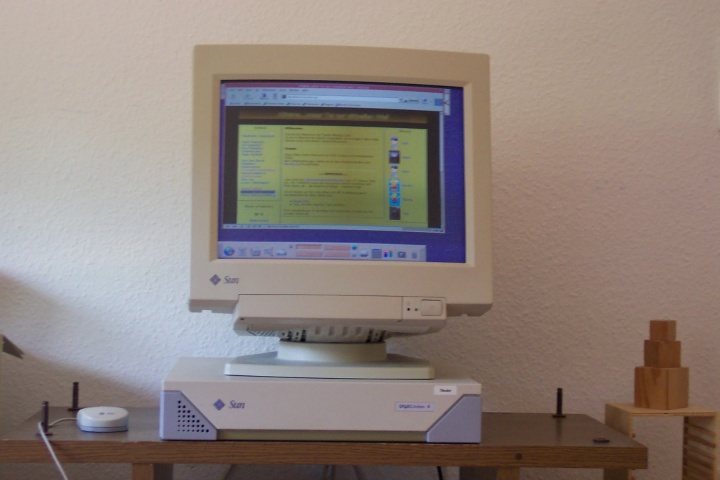
SPARCstation 4

Spätere Versionen der SPARCstation-Reihe, wie Modell 10 und 20, konnten dank ihrer MBus-Systeme auch als Mehrprozessorsystem konfiguriert werden.

## Modelle
Die Modelle sind in ihren jeweiligen Kategorien in annähernd chronologischer Reihenfolge aufgelistet.

### „Pizzabox“-Systeme
| Name              | Modell | Codename | Plattform | CPU                                                          | CPU-Takt                                                    | max. RAM                               | Ankündigung | Verkaufsende                                   | Supportende |
| ----------------- | ------ | -------- | --------- | ------------------------------------------------------------ | ----------------------------------------------------------- | -------------------------------------- | ----------- | ---------------------------------------------- | ----------- |
| SPARCstation 1    | 4/60   | Campus   | sun4c     | Fujitsu MB86901A oder LSI L64801                             | 20 MHz                                                      | 64 MB                                  | Apr 1989    | Jul 1990                                       | Mai 1999    |
| SPARCstation 1+   | 4/65   | Campus B | sun4c     | LSI L64801 oder Cypress CY7C601                              | 25 MHz                                                      | 64 MB                                  | Apr 1990    | Nov 1991                                       | Mai 1999    |
| SPARCstation 2    | 4/75   | Calvin   | sun4c     | Cypress CY7C601 oder LSI L64811 oder Upgrade Weitek Power µP | 40 MHz 80 MHz mit Power µP                                  | 64 MB onboard, 128 MB Add-on SBus Erw. | Nov 1990    | Okt 1993 (Last Order) Dez 1993 (Last Shipping) | Dez 1999    |
| SPARCstation 10   | S10    | Campus-2 | sun4m     | Cypress CY7C601, SuperSPARC I/II oder HyperSPARC             | 33, 36, 40, 50, 60, 75, 80, 90, 100, 125, 150, 180, 200 MHz | 512 MB                                 | Mai 1992    | Dez 1994                                       | Nov 2000    |
| SPARCstation 5    | S5     | Aurora   | sun4m     | microSPARC II oder TurboSPARC                                | 70, 85, 110, 170 MHz                                        | 256 MB                                 | 1993        | Dez 1998                                       | Dez 2003    |
| SPARCstation 20   | S20    | Kodiak   | sun4m     | SuperSPARC I/II oder hyperSPARC                              | 50, 60, 75, 90, 100, 125, 150, 180, 200 MHz                 | 512 MB                                 | 1994        | Sep 1997                                       | Sep 2002    |
| SPARCstation 4    | S4     | Perigee  | sun4m     | microSPARC II                                                | 70, 85, 110 MHz                                             | 160 MB                                 | Nov 1994    | Apr 1997                                       | Jul 2002    |
| SPARC Xterminal 1 | S114   | Perigee  | sun4m     | microSPARC                                                   | 50 MHz                                                      | 128 MB                                 | Mar 1995    | Mai 1996                                       | 1999        |

### „Lunchbox“-Systeme
| Name                                        | Modell | Codename | Plattform | CPU                               | CPU-Takt | max. RAM | Ankündigung         | Verkaufsende                                   | Supportende |
| ------------------------------------------- | ------ | -------- | --------- | --------------------------------- | -------- | -------- | ------------------- | ---------------------------------------------- | ----------- |
| SPARCstation IPC                            | 4/40   | Phoenix  | sun4c     | Fujitsu MB86901A oder LSI L64801  | 25 MHz   | 48 MB    | Aug 1990            | Okt 1993 (Last Order) Dez 1993 (Last Shipping) | Dez 1998    |
| SPARCstation IPX                            | 4/50   | Hobbes   | sun4c     | Fujitsu MB86903 oder Weitek W8701 | 40 MHz   | 64 MB    | Jul 1991            | Jun 1994                                       | Jun 1999    |
| SPARCclassic (ursprünglich SPARCstation LC) | 4/15   | Sunergy  | sun4m     | microSPARC                        | 50 MHz   | 128 MB   | Nov 1992            | Mai 1995                                       | Mai 2000    |
| SPARCstation LX                             | 4/30   | Sunergy  | sun4m     | microSPARC                        | 50 MHz   | 128 MB   | Nov 1992 / Aug 1993 | Jul 1994                                       | Jul 1999    |
| SPARCstation ZX                             | 4/30   | Sunergy  | sun4m     | microSPARC                        | 50 MHz   | 96 MB    | Aug 1993            | Jul 1994                                       | Jul 1999    |
| SPARCclassic X                              | 4/10   | Hamlet   | sun4m     | microSPARC                        | 50 MHz   | 96 MB    | Nov 1992            | Mai 1995                                       | Mai 2000    |

### Integrierter Monitor/Portabel
| Name                 | Modell | Codename     | Plattform | CPU                                              | CPU-Takt | max. RAM | Ankündigung | Verkaufsende                                   | Supportende |
| -------------------- | ------ | ------------ | --------- | ------------------------------------------------ | -------- | -------- | ----------- | ---------------------------------------------- | ----------- |
| SPARCstation SLC     | 4/20   | Off-Campus   | sun4c     | Fujitsu MB86901A, LSI L64801 oder LSI LSIS1C0007 | 20 MHz   | 16 MB    | 1989        | Nov 1991                                       | Nov 1996    |
| SPARCstation ELC     | 4/25   | Node Warrior | sun4c     | Fujitsu MB86903 oder Weitek W8701                | 33 MHz   | 64 MB    | Jul 1991    | Okt 1993 (Last Order) Dez 1993 (Last Shipping) | Okt 1998    |
| SPARCstation Voyager | S240   | Gypsy        | sun4m     | microSPARC II                                    | 60 MHz   | 80 MB    | März 1994   | Dez 1995                                       | Dez 2000    |

### Serversysteme
| Name                   | Modell | Codename | Plattform | CPU                               | CPU-Takt           | max. RAM |
| ---------------------- | ------ | -------- | --------- | --------------------------------- | ------------------ | -------- |
| SPARCserver 330        | 4/330  | Stingray | sun4      | Cypress CY7C601                   | 25 MHz             | 72 MB    |
| SPARCserver 370        | 4/370  | Stingray | sun4      | Cypress CY7C601                   | 25 MHz             | 72 MB    |
| SPARCserver 390        | 4/390  | Stingray | sun4      | Cypress CY7C601                   | 25 MHz             | 72 MB    |
| SPARCserver 470        | 4/470  | Sunray   | sun4      | Cypress CY7C601                   | 33 MHz             | 96 MB    |
| SPARCserver 490        | 4/490  | Sunray   | sun4      | Cypress CY7C601                   | 33 MHz             | 96 MB    |
| SPARCserver 630MP      | S630   | Galaxy   | sun4m     | Cypress CY7C601 oder SuperSPARC I | 40, 50, 60 MHz     | 1 GB     |
| SPARCserver 670MP      | S670   | Galaxy   | sun4m     | Cypress CY7C601 oder SuperSPARC I | 40, 50, 60 MHz     | 1 GB     |
| SPARCserver 690MP      | S690   | Galaxy   | sun4m     | Cypress CY7C601 oder SuperSPARC I | 40, 50, 60 MHz     | 1 GB     |
| SPARCserver 1000/1000E | S1000  | Scorpion | sun4d     | SuperSPARC I/II                   | 40, 50, 60, 85 MHz | 2 GB     |
| SPARCcenter 2000/2000E | S2000  | Dragon   | sun4d     | SuperSPARC I/II                   | 40, 50, 60, 85 MHz | 5 GB     |

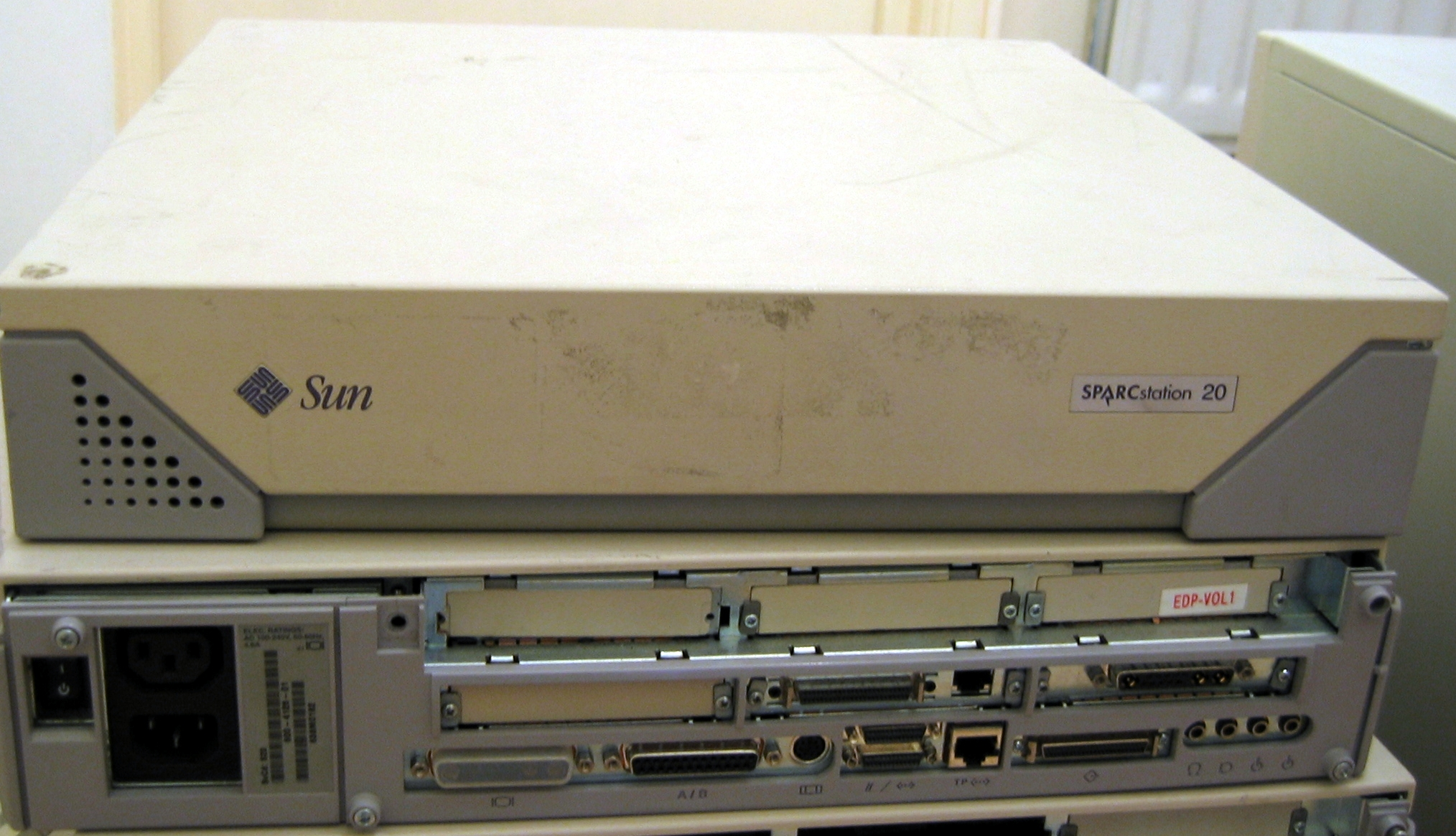
SPARCstation 20
Vorder- und Rückseite

Aufgelistet sind lediglich Modelle, die offiziell von Sun Microsystems unterstützt wurden. Zahlreiche andere Anbieter haben Aufrüstmöglichkeiten hergestellt.
Einige der als SPARCstation aufgelisteten Modelle waren auch als SPARCserver verfügbar und umgekehrt.